# Burn It to the Ground
«Burn It to the Ground» — сингл канадской рок-группы Nickelback с альбома 2008 года Dark Horse, вживую исполненный на церемонии закрытия Олимпиады в Ванкувере.

## Описание
4-й сингл в США (5-й в Канаде после I'd Come for You), реализованный канадской рок-группой Nickelback с их 6-го студийного альбома Dark Horse. Он был выпущен в четверг 29 января 2009 года только в качестве радио-рок-сингла, став одной из самых тяжёлых композиций в истории этой группы. Эта песня также вышла и в других версиях и форматах: для top 40 радио, для Astral Media top 40 радиостанции CKMM-FM (Hot 103) в Виннипеге, Манитоба. В настоящее время эта песня используется в качестве главной темы для WWE's flagship show, WWE RAW и для кинотрейлера фильма Date Night.
Песня звучит в стиле Def Leppard, как аренный рок-гимн, и во время тура Dark Horse World Tour солист коллектива Чад Крюгер обычно начинает песню словами, что «эта песня есть тема моей жизни» («this song is the theme song of my life.»)
Песня была номинирована в категории «Лучшее хард-рок исполнение» на 52-й церемонии «Грэмми», но уступила в этой номинации группе AC/DC.

### Листинг
1. Burn It to the Ground (Clean Edit) — 3:29

## Использование
Песня звучит на саундтреке фильма Трансформеры: Месть падших (2009).
28 февраля 2010 года Nickelback выступили на закрытии Олимпиады в Ванкувере с песней Burn It To The Ground.

## Позиции в чартах
| Чарт (2009)                                  | Лучший результат |
| -------------------------------------------- | ---------------- |
| Канада (Billboard Canadian Hot 100)          | 37               |
| Канада (Billboard Rock)                      | 5                |
| Финляндия (Suomen virallinen lista)          | 7                |
| Германия (GfK)                               | 65               |
| Великобритания (OCC UK Rock & Metal)         | 17               |
| США (Billboard Bubbling Under Hot 100)       | 8                |
| США (Billboard Alternative Airplay)          | 32               |
| США (Billboard Mainstream Rock)              | 3                |
| США (Billboard Hot Rock & Alternative Songs) | 7                |